# Cryptopecten phrygium
Cryptopecten phrygium är en musselart som först beskrevs av Dall 1886.  Cryptopecten phrygium ingår i släktet Cryptopecten och familjen kammusslor. Inga underarter finns listade i Catalogue of Life.